# Baby Driver
Baby Driver is een Brits-Amerikaanse actiefilm uit 2017, geschreven en geregisseerd door Edgar Wright. In de hoofdrollen zijn onder meer Ansel Elgort, Lily James en Kevin Spacey te zien. Op de soundtrack van de film zijn twee bekende Nederlandse nummers te horen: Radar Love van Golden Earring en Hocus Pocus van Focus.

## Verhaal
De jonge Baby (Ansel Elgort) bestuurt vluchtauto's voor criminelen. Vanwege een in zijn kindertijd ontstaan gehoorprobleem luistert hij tijdens het rijden naar muziek. Als hij het meisje van zijn dromen ontmoet, serveerster Debora (Lily James), wil hij het rechte pad op gaan, maar dat gaat niet zonder slag of stoot.

## Rolverdeling
| Acteur        | Personage     | Omschrijving                   |
| ------------- | ------------- | ------------------------------ |
| Ansel Elgort  | Baby          | "getaway driver"               |
| Hudson Meek   | jonge Baby    |                                |
| Lily James    | Debora        | serveerster en Baby's vriendin |
| Kevin Spacey  | Doc           | kingpin                        |
| Jon Hamm      | Buddy         | bankrover                      |
| Jamie Foxx    | Bats          | bankrover                      |
| Jon Bernthal  | Griff         | bankrover                      |
| Eiza González | Darling       | bankrover en Buddy's vriendin  |
| CJ Jones      | Joseph        | Baby's dove stiefvader         |
| Flea          | Eddie No-Nose | bankrover                      |
| Lanny Joon    | JD            | bankrover                      |
| Sky Ferreira  |               | Baby's moeder                  |

Bassist van de Red Hot Chili Peppers Michael Balzary (Flea) en andere zangers en muzikanten zijn eveneens in de film te zien.

## Prijzen en nominaties
De belangrijkste:
| Jaar | Prijs        | Categorie     | Genomineerde(n)                                                     | Uitslag     |
| ---- | ------------ | ------------- | ------------------------------------------------------------------- | ----------- |
| 2018 | BAFTA Awards | Beste montage | Paul Machliss en Jonathan Amos                                      | Gewonnen    |
| 2018 | BAFTA Awards | Beste geluid  | Tim Cavagin, Mary H. Ellis, Dan Morgan, Jeremy Price, Julian Slater | Genomineerd |